# Fritz Riemann (Psychoanalytiker)
Fritz Riemann (* 15. September 1902 in Chemnitz; † 24. August 1979 in München) war ein deutscher Psychoanalytiker, Psychologe, Psychotherapeut und Autor.

## Leben
Fritz Riemann wurde am 15. September 1902 in Chemnitz geboren. Er war der mittlere von drei Söhnen (Hans Riemann, der älteste, und Heinz, der jüngste) und wuchs in einer großbürgerlichen Familie auf. Sein Großvater und sein Vater hatten in Chemnitz eine Lampenfabrik gegründet, in der Auto-, Motorrad- und Fahrradlampen hergestellt wurden. Die Familie lebte in großzügigen Verhältnissen: Sie besaß ein großes Haus und Personal, darunter ein Kindermädchen. Noch vor der Geburt der (überlebenden) Jungen verlor die Mutter zwei Töchter durch eine Fehl- bzw. eine Totgeburt. Sie war den Jungen im Kindesalter wohl eine liebevolle Mutter, tat sich aber mit deren Abnabelung schwer. Nach der Kurzbiographie Riemanns, geschrieben von seiner Frau Ruth, zog die Mutter dem jüngsten Sohn lange Zeit Mädchenkleider an.
Der Vater hingegen war ein „Patriarch mit selbstverständlicher Autorität“. Er war eher streng und jähzornig denn liebevoll. Da Fritz seinem Vater äußerlich ähnlich sah, sollte er der Nachfolger in der Familienfirma werden.
1912 wurde der Vater schwer krank und starb bald darauf. Die Mutter verdrängte diesen Tod, indem sie, was sie den Söhnen gegenüber auch äußerte, alles so belassen wollte, wie es war, als der Vater sie verlassen hatte. Die ganze Familie brauchte dringend Hilfe bei der Bewältigung. Hier sieht Ruth Riemann den Impuls für die psychotherapeutischen Neigungen Fritz Riemanns.
Nach dem Abitur machte Fritz Riemann erst eine kaufmännische Lehre bei den Wanderer-Werken, um in die väterliche Firma einzutreten. Aber es stellte sich schnell heraus, dass seine Talente nicht im kaufmännischen Bereich lagen. Gegen den Widerstand der Mutter studierte er ab 1922 in München Psychologie. Schließlich verließ er die Universität wieder, da die damals praktizierte Experimentelle Psychologie ihn nicht anzog.
1924 heiratete er eine Ärztin und zog mit ihr nach Pyrbaum, wo sie eine Landarztpraxis betrieb und er sich im Privatstudium das Wissen aneignete, das er suchte. Einige Gedichte von ihm wurden veröffentlicht, und er beschäftigte sich mit einer Biographie über Carl Spitteler. Doch auch hier kam er nicht weiter. Allerdings entdeckte Riemann bei seinen Studien die Psychoanalyse und die Astrologie, deren Verbindung ihn zeitlebens beschäftigte.
1934 ging er nach Leipzig und wurde Schüler des Astrologen Herbert Freiherr von Klöckler und Lehranalysand der Psychoanalytikerin Therese Benedek, nach deren Emigration 1936 er einige ihrer Patienten und Aufgaben übernahm. Seine Ehe wurde geschieden.
1939 heiratete er, bereits nach sechswöchiger Bekanntschaft, ein zweites Mal. Seine zweite Frau war vom Typ her der Gegensatz zur ersten: Sie sah sich in erster Linie als Ehefrau und Mutter. In der Folge wurden drei gemeinsame Kinder geboren.
1943 wurde Fritz Riemann zum Kriegsdienst eingezogen und als Sanitäter ausgebildet. Er assistierte einem Internisten in Russland. 1944 bekam er Flecktyphus, den er nur dank einer vorausgegangenen Impfung überlebte. Er wurde in Holland wieder eingesetzt und kam in britische Kriegsgefangenschaft, aus der er 1945 freikam.
Nach Kriegsende traf er seine Familie wieder, die alle materiellen Güter verloren hatte. Ein viertes Kind wurde geboren und Riemann versuchte, seine Praxis in München wieder aufzubauen. Er fand frühere Patienten wieder, und gemeinsam mit früheren Kollegen erhielt er die Lizenz für den Wiederaufbau eines psychotherapeutischen Ausbildungsinstituts. Bis wenige Jahre vor seinem Tod war er im Vorstand der jetzigen Akademie für Psychoanalyse und Psychotherapie.
1950 wurde auch die zweite Ehe geschieden, Riemann heiratete ein drittes Mal, eine Psychologin. Die beiden älteren Kinder gingen zum Vater, nur die kleineren blieben bei der Mutter. 1951 wurde noch ein Sohn geboren, für Riemann das fünfte Kind.
1961 erschien die erste Auflage seines Hauptwerks Grundformen der Angst.
1979 wurde bei Riemann Krebs diagnostiziert, der am 24. August 1979 zu seinem Tode führte.

## Werdegang
Fritz Riemann hat drei Lehranalysen gemacht. Seine erste Lehranalytikerin war Therese Benedek, die 1935 aufgrund ihres jüdischen Vaters aus der Deutschen Psychoanalytischen Gesellschaft austreten musste und 1936 in die USA emigrierte. Seine zweite Lehranalyse machte Riemann bei dem späteren Nervenarzt Felix Boehm und die dritte bei Harald Schultz-Hencke.
Fritz Riemann war 1946 Mitbegründer des Instituts für psychologische Forschung und Psychotherapie in München, das 1974 in „Akademie für Psychoanalyse und Psychotherapie“ umbenannt wurde. In der ersten Zeit war er der einzige Lehranalytiker am Institut und über viele Jahre lang der einzige Freudianer. Von 1956 bis 1967 war er dort Ausbildungsleiter.
Riemann war Ehrenmitglied der Academy of Psychoanalysis in New York.

## Werke

### Grundformen der Angst
Riemann veröffentlichte 1961 die tiefenpsychologische Studie Grundformen der Angst. Darin postuliert er vier Typen der Persönlichkeit, bei denen es sich – in seinen Worten – „letztlich um vier verschiedene Arten des In-der-Welt-Seins“ (ebd., akt. Ausgabe: Einleitung, S. 18), verbunden mit den entsprechenden „Grundformen“ der Angst, handeln soll. Er nennt sie schizoide, depressive, zwanghafte oder hysterische Persönlichkeiten.
Er betont, dass ein Mensch nicht nur eine dieser Charaktereigenschaften hat, sondern individuell und wandlungsfähig ist und z. B. einen Bereich stärken kann, der bisher nur schwach ausgeprägt war.

### Lebenshilfe Astrologie
Riemann wandte sich auch der Astrologie zu und veröffentlichte 1976 das Buch Lebenshilfe Astrologie – Gedanken und Erfahrungen, das er als Beitrag zu deren „Rehabilitierung“ ansah; er plädiert darin für einen vorurteilsfreien Zugang zur Denkweise und Symbolsprache der Astrologie. Die Einbeziehung des individuellen Geburtshoroskops sah er als fruchtbar für alle menschlichen Beziehungen an, wobei er die Eigenverantwortung bei der Persönlichkeitsentwicklung betonte. Die Astrologie hatte nach seinen Aussagen auch Einfluss auf seine psychotherapeutische Tätigkeit.

## Publikationen

### Psychologie
- Grundformen der Angst und die Antinomien des Lebens. Ernst Reinhardt, Basel/München 1961; 38. A. 2007, ISBN 3-497-00749-8
- Grundformen helfender Partnerschaft. Ausgewählte Aufsätze (hg. und eingel. v. Karl Herbert Mandel). Pfeiffer, München 1974; 9. A. Klett-Cotta, Stuttgart 2004, ISBN 3-608-89622-8
- Die Kunst des Alterns. Reifen und Loslassen. Kreuz, Stuttgart 1981; 4. A. (überarbeitet von Wolfgang Kleespies) Reinhardt, Basel/München 2007, ISBN 3-497-01955-0
- Die Fähigkeit zu lieben. Kreuz, Stuttgart 1982; 8. A. Reinhardt, Basel/München 2008, ISBN 3-497-01901-1
- Die schizoide Gesellschaft, Kaiser, München 1975; 2. A. Chr. Kaiser, Mchn. 9/1986, ISBN 3-459-01010-X

### Astrologie
- Lebenshilfe Astrologie. Gedanken und Erfahrungen. Pfeiffer, München 1976; dtv, München 2005, ISBN 3-423-34262-5
- Das fröhliche Horoskop. Astrologische Verse (mit Ernst von Xylander). Origo, Zürich 1955; 4. rev. A. 1993, ISBN 3-282-00022-7